# روزانا اسکیافینو
روزانا اسکیافینو (ایتالیایی: Rosanna Schiaffino؛ ‏ ۲۵ نوامبر ۱۹۳۹ – ۱۷ اکتبر ۲۰۰۹) بازیگر اهل ایتالیا بود. 
از فیلم‌هایی که وی در آن نقش داشته است، می‌توان به ساحره عاشق، در عشق، هر لذتی با رنج همراه است، لافایت، کاگلیوسترو، ال گرکو، قاتل نه صندلی رزرو کرد و غار اشاره کرد.